# 以武汉命名生物列表
本列表包含以武汉命名的物種（或亞種及變種）及分类单元。

## 植物

### 绿藻门

#### Arnoldiellaceae
- G.-X.Liu & Z.G.Hu

#### 衣藻科
- Y.X.Wei
- 武汉衣藻（学名： Y.X.Wei)
- Y.X.Wei

#### 栅藻科
- 武汉栅藻 （学名： Y.X.Wei）

#### 水绵科
- 武汉水綿 （学名： C.-C.Jao & H.-J.Hu）

#### 鞘藻科
- 武汉毛鞘藻 （学名： C.-C.Jao）

#### 双星藻科
- 武汉拟双星藻 （学名： Jao et Hu ）

### 被子植物

#### 葡萄科
- 武汉葡萄（学名： C. L. Li）

## 动物

### 刺胞动物门

#### 单极科
- 武汉单极虫 （学名： (Xiao et Chen, 1993)）
- 汉阳单极虫 （学名： (Chen et Ma, 1998)）

#### 尾孢科
- 武汉单尾虫（学名： (Xiao et Chen, 1993)）

#### 碘泡科
- 武汉碘泡虫（学名： (Chen, 1998)）

## 细菌

### 厚壁菌門

#### 芽孢杆菌科
- 苏云金芽孢杆菌武汉亚种[1] （学名： (Chen, 1998)）

## 病毒
由于病毒是否为生物尚有争议，因此单列为一条目。